# Лонский, Дмитрий Демьянович
Дмитрий Демьянович Лонский — советский хозяйственный, государственный и политический деятель, Герой Социалистического Труда.

## Биография
Родился в 1921 году в селе Тютюнники. Член КПСС с 1943 года.
Участник Великой Отечественной войны, санинструктор 19-й отдельной стрелковой бригады, старшина санитарной рот 779-го стрелкового полка 227-й Темрюкской Краснознамённой дивизии. С 1946 года — на хозяйственной, общественной и политической работе. В 1946—1990 гг. — агроном, председатель колхоза имени Кирова Чудновского района Житомирской области.
Указом Президиума Верховного Совета СССР от 17 августа 1988 года присвоено звание Героя Социалистического Труда с вручением ордена Ленина и золотой медали «Серп и Молот».
Умер в Тютюнниках после 1990 года.